# Микрококки
Микрококки (лат. Micrococcus) — род маленьких грамположительных сферических бактерий семейства Micrococcaceae, которые располагаются поодиночке или в неправильных скоплениях. На плотных питательных средах образуют круглые, гладкие колонии белого, жёлтого или красного цвета. Яркий цвет обусловлен выделением окрашенного продукта в окружающую среду или пигментацией самой клетки (окраска может использоваться как характерный признак).

## Физиология
Micrococcus — облигатные аэробы, сапрофиты или факультативные паразиты, патогенных видов нет. Все хорошо растут на питательном агаре. Пигменты, образующиеся микрококками, не диффундируют в среду и нерастворимы в воде. Деление клетки происходит в любом направлении. Как правило, микрококки неподвижны и не образуют эндоспор. Все микрококки содержат «животный крахмал» гликоген, который выполняет роль запасного вещества клетки. У большинства видов оптимум температуры роста 25—30 °С. Многие виды микрококков могут развиваться при 5—8 °С. Отдельные виды выдерживают нагревание до 63—65 °С в течение 30 мин и кратковременную пастеризацию при высокой температуре. Микрококки могут быть обнаружены на коже, в ротовой полости, дыхательных путях человека и животных, иногда на конъюктиве и половых органах. В природе распространены повсеместно — в почве, воздухе, пресных и солёных водоёмах, а также в пищевых продуктах.

## Систематика, история
Первый вид Micrococcus luteus был впервые описан в 1872 году немецким микробиологом Фердинандом Юлиусом Коном. M. luteus стал типовым видом для рода микрококков.
Большой вклад в систематику кокков внёс английский микробиолог Бэйрд Паркер, исследовавший свыше тысячи культур кокков, выделенных из самых разных источников — почвы, воздуха, молока, поверхности растений, организма человека и животных. Сначала все исследуемые культуры кокков были отнесены им к трём родам — Staphylococcus, Micrococcus и Sarcina; в свою очередь, каждый род был разделён на несколько групп на основании физико-биохимических особенностей.
В 1964 году подкомитетом по таксономии Micrococcaceae было официально принято разграничение родов стафилококков и микрококков на основании анаэробной ферментации глюкозы: представители рода Staphylococcus способны в анаэробных условиях ферментировать глюкозу с образованием кислоты, тогда как культуры рода Micrococcus не обладают таким свойством.
Принадлежность культур к роду Sarcina устанавливалась по способности кокков образовывать правильные пакеты клеток. Однако, и Бейрд Паркер, и другие авторы отказались от выделения аэробных пакетообразующих кокков в самостоятельный род Sarcina.
Позже исследования показали, что анаэробная ферментация глюкозы не является надежным признаком разграничения микрококков и стафилококков. Благодаря изучению нуклеотидного состава ДНК чешскими учёными (Коцур, Мартинек, Мазанек и др.) удалось установить, что у представителей рода Staphylococcus молярный процент ГЦ (Гуанин + Цитозин) в ДНК колеблется от 30,7 до 36,4, тогда как у представителей рода Micrococcus — от 65 до 75. Впоследствии было предложено расширить границу колебаний величины ГЦ для микрококков от 57 до 75 мол.%. Культуры кокков, в которых содержание ГЦ был значительно ниже предела, для него установленного (39—51 мол.%), было предложено выделить в особый род — Planococcus.
По физиологическим и культуральным признакам и нуклеотидному составу ДНК аэробные сарцины не отличаются от микрококков. На основании этого было предложено аэробные пакетообразующие кокки исключить из рода Sarcina и перенести их в род Micrococcus. Родовое название Sarcina, в таком случае, сохраняется за анаэробными видами сарцин, которые стабильно образуют пакеты, и имеют в составе оснований ДНК 28—30 мол.% ГЦ.
На основании всех вышеперечисленных признаков род Micrococcus был отделен от сарцин и стафилококков. Также для оценки принадлежности штамма к определённому роду кокков в спорных ситуациях используют анализ состава клеточной стенки и содержания менахинонов (витамин K2) в клетке.
В 1995 году систематики Stackebrandt и др. провели филогенетический анализ рода Micrococcus, который показал существенную неоднородность рода. Для её устранения из рода микрококков выделили 4 новых рода: Kocuria, Nesterenkonia, Kytococcus и Dermacoccus.

## Виды
В род Micrococcus на май 2015 года включены 10 видов.
- Micrococcus aloeverae Prakash et al. 2014
- Micrococcus antarcticus Liu et al. 2000
- Micrococcus cohnii Rieser et al. 2013
- Micrococcus endophyticus Chen et al. 2009
- Micrococcus flavus Liu et al. 2007
- Micrococcus lactis Chittpurna et al. 2011
- Micrococcus luteus (Schroeter 1872) Cohn 1872 emend. Wieser et al. 2002typus
- Micrococcus lylae Kloos et al. 1974 emend. Wieser et al. 2002
- Micrococcus terreus Zhang et al. 2010
- Micrococcus yunnanensis Zhao et al. 2009

В таблице ниже перечислены виды, входившие в род до его разделения в 1995 году, так как в микробиологических работах они до сих пор могут описываться как представители рода микрококков:
| Положение вида в роде Micrococcus             | Современное положение                                                     |
| --------------------------------------------- | ------------------------------------------------------------------------- |
| Micrococcus agilis Ali-Cohen 1889             | Arthrobacter agilis (Ali-Cohen 1889) Koch et al. 1995                     |
| Micrococcus halobius Onishi and Kamekura 1972 | Nesterenkonia halobia (Onishi and Kamekura 1972) Stackebrandt et al. 1995 |
| Micrococcus kristinae Kloos et al. 1974       | Kocuria kristinae (Kloos et al. 1974) Stackebrandt et al. 1995            |
| Micrococcus nishinomiyaensis Oda 1935         | Dermacoccus nishinomiyaensis (Oda 1935) Stackebrandt et al. 1995          |
| Micrococcus roseus Flügge 1886                | Kocuria rosea (Flügge 1886) Stackebrandt et al. 1995                      |
| Micrococcus sedentarius ZoBell and Upham 1944 | Kytococcus sedentarius (ZoBell and Upham 1944) Stackebrandt et al. 1995   |
| Micrococcus varians Migula 1900               | Kocuria varians (Migula 1900) Stackebrandt et al. 1995                    |